# نیروی دریایی میانمار
نیروی دریایی میانمار (برمه‌ای: တပ်မတော် (ရေ)) نیروی دریایی زیرمجموعه تاتماداو (نیروهای مسلح میانمار) است، که در سال ۱۹۴۷ تأسیس شد.